# ウィリアム・ラムゼー

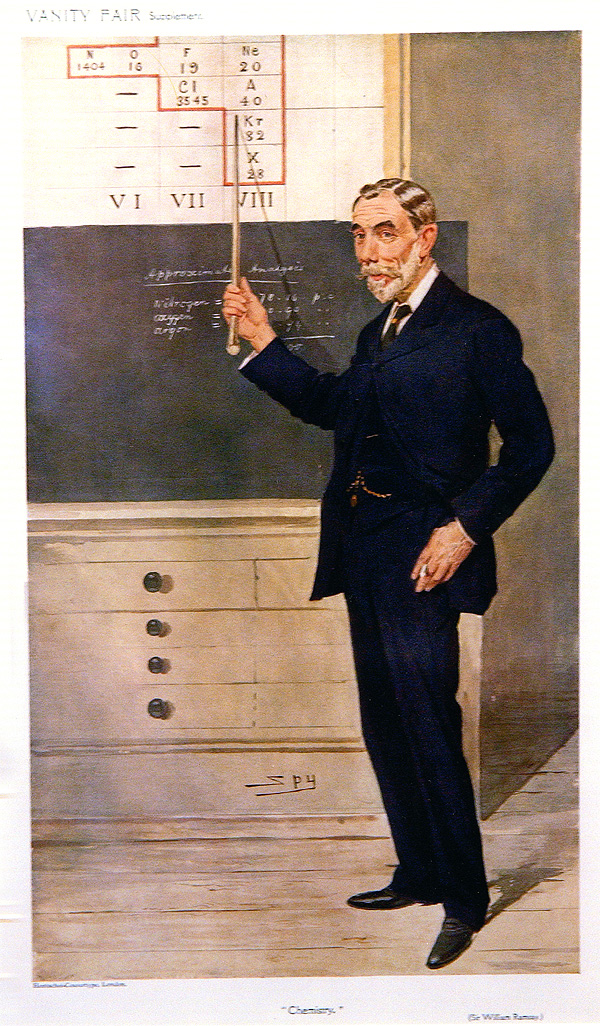
『バニティ・フェア』誌に掲載されたラムゼーの漫画風イラスト

ウィリアム・ラムゼー（William Ramsay, 1852年10月2日 – 1916年7月23日）は、スコットランド出身の化学者である。1904年に空気中の貴ガスの発見によりノーベル化学賞を受賞した。なお、同年のノーベル物理学賞は希ガスであるアルゴンを発見した功績によりジョン・ウィリアム・ストラット(レイリー卿)が受賞している。

## 生涯

### 前半生
グラスゴー生まれ。叔父に地質学者の Sir Andrew Ramsay がいる。
グラスゴー・アカデミー (en) で学び、さらにグラスゴー大学に進学し、化学者トーマス・アンダーソン (en) に師事。その後ドイツのテュービンゲン大学に留学しヴィルヘルム・ルドルフ・フィッティッヒ（en）に学ぶ。そこでの博士論文のテーマは Investigations in the Toluic and Nitrotoluic Acids（トルイル酸とニトロトルイル酸について）だった。グラスゴーに戻ると、アンダーソンの助手として働いた。1879年、ユニバーシティ・カレッジ・ブリストルの化学の教授となり、1881年に結婚。同年、学長に就任したが、なんとか時間をやりくりして有機化学や気体の研究を続けた。

### 経歴
1887年、アレキサンダー・ウィリアムソンの後任としてユニヴァーシティ・カレッジ・ロンドン (UCL) の化学の教授に就任。ここで多くの発見を行った。1885年から1890年にかけて、窒素の酸化物に関する論文をいくつか発表しており、それがその後の業績に繋がっている。
1894年4月19日の夜、ラムゼーはレイリー卿の講演に参加した。1892年、レイリー卿は空気から酸素を取り除いて得た窒素の密度は化合物を分解して得られる窒素のそれよりも大きい、という事実を「ネイチャー」誌に報告していた。これは空気中には酸素、窒素以外のものが含まれているという事を暗示する。ラムゼーとレイリーは講演後に話し合い、これを追究することにした。当時アンモニアの合成を研究していたラムゼーは、高温でマグネシウムと化合させて窒化マグネシウムとして窒素を取り除くことにより、空気中の不活性な重い気体を取り出すことに成功した。ラムゼーはこれを同年8月にレイリーに知らせている。これをアルゴンと名付け、1895年にレイリーと共に発表。
さらに1895年、太陽のスペクトル観測によって存在が予測されていたヘリウムをウラン鉱に含まれる窒素の中に発見した。さらに未発見の貴ガスを発見するために、空気を液化することなどによって、1898年、クリプトン、ネオン、キセノンを発見した。

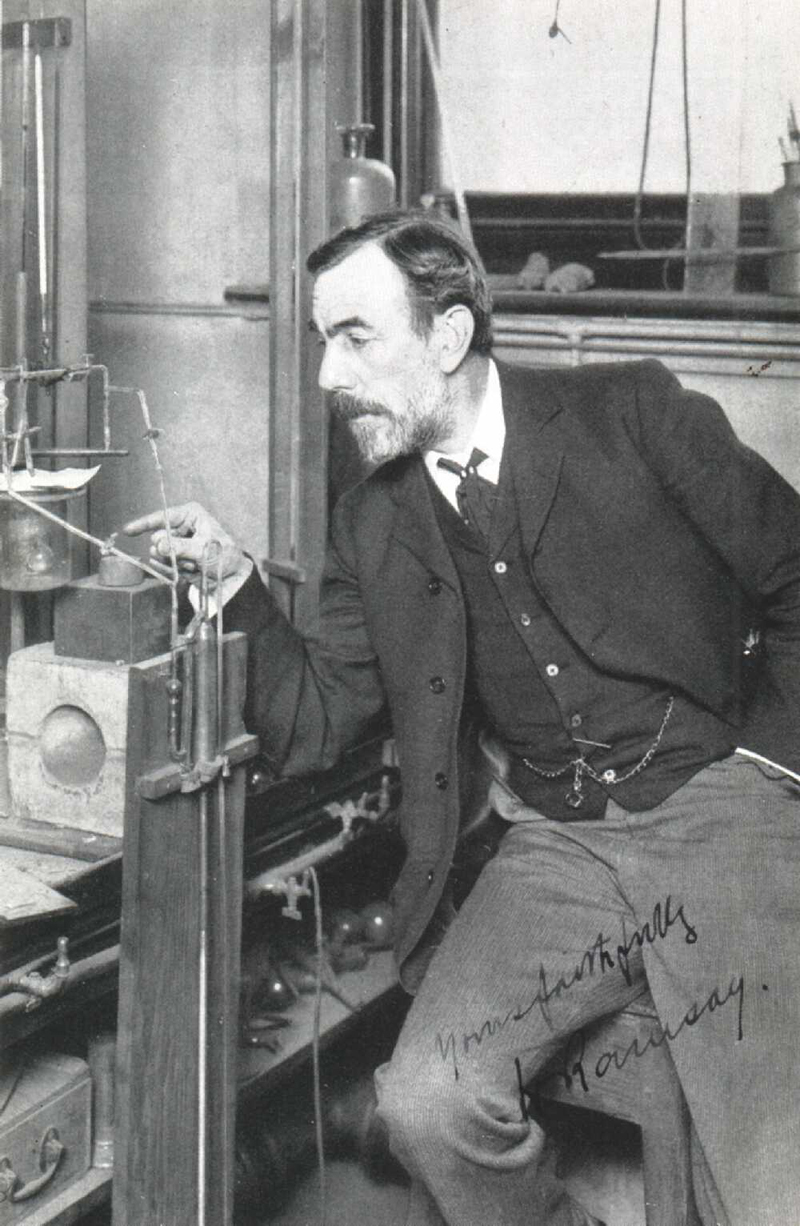
仕事中のラムゼー

1903年、ソディとウラン鉱中のヘリウムがウランのアルファ崩壊によるものであることを示した。
アルゴンの発見をきっかけとした諸研究により、1904年、ラムゼーはノーベル化学賞を、レイリーはノーベル物理学賞を同時受賞した。
1910年には、ラドンの特性を研究している。
1905年にはラムゼーの学界での名声を利用した詐欺事件が発生している。Industrial and Engineering Trust Ltd. は海水から金を抽出する秘密の技法を開発したとして、ラムゼーの名を利用して資金を集め、イギリスの海岸の土地を購入して金抽出工場を作ろうとしたが、金が生産されることはなかった。

### 私生活

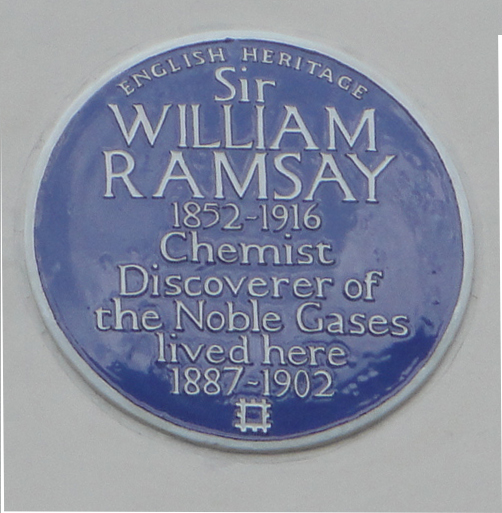
ラムゼーの功績を記念したブルー・プラーク

ラムゼーはマーガレット・ジョンストン・マーシャルと結婚し、娘と息子を1人ずつもうけた。
死の直前までバッキンガムシャーのヘイゼルミアに住んでいた。1916年7月23日、鼻腔癌によりバッキンガムシャーのハイウィカムで死去。ヘイゼルミアの教会に埋葬された。
ヘイゼルミアには、ウィリアム・ラムゼーの名を冠した高校がある（1976年開校）。

## 受賞歴
- 1895年 デービーメダル
- 1895年 バーナード・メダル
- 1903年 ホフマン賞
- 1904年 ノーベル化学賞
- 1907年 マテウチ・メダル
- 1913年 エリオット・クレッソン・メダル